# غيندو إيكاري
غيندو إيكاري ((باليابانية: 碇 ゲンドウ، بالروماجي: Ikari Gendō)، ويُلفظ گيندو إيكاري)، هو شخصية خيالية من سلسلة نيون جينيسيس إيفانجيليون. غيندو هو القائد في نيرف.

## نظرة عامة
في نيرف، غيندو هو المسؤول عن الأبحاث المجراة على مشروع E ومشروع واسطة البشرية. وهو والد الولد الثالث، شينجي إيكاري. في بداية المسلسل، كان غيندو الشخص الوحيد ذا علاقة مؤثرة مع ريه أيانامي.
غيندو عالم وسياسي بارع (سيد الدمى في القصة) الذي يعمل بجدّ من أجل منظمته؛ لكنه شخص قاسٍ جداً ووالد بارد ومتباعد عن ابنه، ولا يشعر بتأنيب الضمير تجاه استعمال أو نبذ الناس من أجل تحقيق أهدافه:
«غيندو هو شخص من النوع القادر على الرؤية والتفكير في مصلحة منظمة ككل. بمعنى آخر، فهو يقوم بأي شيء لينجح. يقوم باتخاذ قرارات حادة وصارمة، بأي طريقة كانت، من أجل إتمام هدفه الخاص. أحياناً يكون لئيماً، بالكاد يهتم لأمر شينجي.»
كلماته الأخيرة في نهاية إيفانجيليون كشفت عن ندمه والدوافع الحقيقية وراء سلوكه القاسي. أراد غيندو بدء الاصطدام الثالث ليكون شبيهاً بإله ويصنع مستقبلاً أفضل للبشرية مع زوجته يوي إيكاري، التي أراد أن يجتمع معها في نهاية الواسطة. ولكن، عندما خانته ريه أدرك أن عمله كان عبثاً وأنه تجاهل أمنيات يوي الحقيقية. أرادت يوي أن تصنع مستقبلاً مشرقاً لابنهما شينجي، الذي ضحا به غيندو من أجل استعادتها. في جوهرها، انتهكت أحلام ومبادئ يوي من أجل إحيائها. كان غيندو خائفاً أيضاً من أن حبه لشينجي قد يؤذيه بالمقابل؛ لذا أبعد نفسه عن ابنه. بعد ذلك بفترة قصيرة، في المشهد السريالي الذي ظهرت فيه الوحدة-01 تمسك بغيندو في يدها قبل قطع جذعه العلوي. أظهرت الكاميرا بعد ذلك جسد غيندو السفلي واقفاً مع قطع جذعه العلوي.
في سلسلة إعادة بناء إيفانجيليون، بقي دوره وتصرفاته (على الأقل بخصوص الفيلم الأول) ثابتين.

## الظهور

### نيون جينيسيس إيفانجيليون
ولد غيندو إيكاري باسم غيندو روكوبونغي (六分儀 Rokubungi، (آلة السدس)). بالرغم من عدم ظهور شيء معلوم عن طفولته أو مراهقته، إلا أن هناك تلميحات غامضة تشير إلى أنه عاش في بيئة متوترة عاطفياً نوعاً ما. أثناء دراسته، التقى غيندو بيوي، التي بدأ معها بتكوين علاقة حميمة، والبروفيسور كوزو فويوتسكي، الذي صار صديقاً له. العديد من الذي عرفوه ظنوا أن السبب الوحيد لتكوين علاقة مع يوي كان ارتباطاتها مع سيلي؛ لكن، على طول القصة، اتضح أن اتصاله بيوي كان أكثر عمقاً من ذلك. تزوج غيندو من يوي في بداية القرن الـ21، حيث غير اسم عائلته إلى إيكاري (في اليابان، كما في الدول الأخرى، فليس من المألوف أن يأخذ الزوج اسم زوجته، وقد يكون ذلك رمزاً للخضوع. لم تتضح التفاصيل حتى وقت متأخر من المسلسل). في 2001، ولد ابنهما شينجي. عمل كلاهما معاً في غيهرن، التي صار غيندو قائداً فيها. بعد فشل اختبار التنشيط للوحدة-01 وموت يوي الظاهري خلال هذا الحدث، صار غيندو بارداً ومتباعداً للغاية (حتى تجاه شينجي، الذي أُرسل إلى معلمه ولم يتواصل معه إلا نادراً). دخل غيندو بعد ذلك في علاقة غرامية مع ناوكو أكاغي، ومن ثم مع ابنتها ريتسكو، مسبباً بعض الشكوك حول إخلاصه ليوي؛ لكن، من المحتمل أنه كان ببساطة يستعملهما من أجل إنجاز خطته للاصطدام الثالث. بفضل اتصالات يوي مع سيلي، استطاع غيندو التواصل مع المنظمة وبدأ في مساعدتهم في خطتهم لبدأ الاصطدام الثاني.
تسبب عطل كبير في اختبار التنشيط للوحدة-00 في هيجان الإيفا. لمنع ريه من التعرض لإصابات خطيرة، تم إطلاق قابس الإدخال، وفتح غيندو باب القابس شديد الحرارة بيديه العاريتين من أجل إنقاذ ريه. تعرضت يداه لندوب حادة بسبب ذلك، ولم يظهر بدون القفازات (ما عدا الحلقة 5، حيث خلعهما لفترة قصيرة، حيث لاحظ شينجي أنهما محترقتان، ووضحت ريتسكو سبب الحروق).
بالرغم من تظاهر غيندو باتباع خطة سيلي بدون اعتراض، إلا أن له أجندته الخاصة، ويحاول التلاعب باللجنة. كان آخر تمرداته الصريحة تجاه آتياً من رغبته في بدء الاصطدام الثالث تحت سيطرته التامة. قام غيندو بزرع آدم الجنيني في يده (ظهر فقط في الموت والبعث وتعديل قص المخرج) وحاول الاندماج مع ريه من أجل تحقيق هذا الهدف.

### نهاية إيفانجيليون
في نهاية إيفانجيليون، انفصلت ريه عن غيندو (بعد امتصاص آدم) للاندماج مع ليليث وبدء الواسطة بنفسها. مع رؤيته أن كل خططه للم شمله مع يوي صارت صفراً، توسل غيندو إلى ريه للعودة إليه، إلا أنها رفضت. بعد بدء مشروع الواسطة، واجه غيندو أشباحاً عديدة لريه وكذلك كاورو ويوي نفسها. اعترف غيندو أنه كان خائفاً من «الروابط الخفية» التي تشكلت من أولئك الذين حوله، وأنه كان خائفاً من مواجهة ابنه بعد موت زوجته. ظهرت صورة للوحدة-01، مع فقدان معظم درعها، (كانت الوحدة-01 الحقيقية في تلك اللحظة داخل شجرة الحياة، ولاتزال مدرعة بالكامل)، تمسك بغيندو بنفس الطريقة التي أُمسك بها كاورو في الحلقة 24. قال غيندو بأن «... هذا هو جزائي»، وقضمت الوحدة-01 الشبحية جذعه العلوي مع لفظه بكلماته الأخيرة: «سامحني، شينجي». انتقلت الكاميرا بعد ذلك إلى دوغما النهائية، حيث يظهر نصف جسد غيندو السفلي، لايزال واقفاً، مع قطع جذعه.

### إعادة بناء إيفانجيليون
أخذت علاقة غيندو مع ابنه تركيزاً أكبر في إعادة البناء أكثر من المسلسل، مع قصة مختلفة. على عكس المسلسل، ظهر غيندو أقل عدوانية تجاه شينجي، ويقضي بعض الوقت وإن كان قليلاً مع ابنه، حتى أنه مدحه وحاول تقريب ريه إليه.

### في وسائل أخرى

#### مانغا ساداموتو
دور غيندو وشخصيته العامة في المانغا شبيهة بشكل كبير بالأنمي، فقط بتغيرات بسيطة. يظهر غيندو أكثر عدوانية تجاه شينجي أكثر من الأنمي؛ أولاً عندما نادى ابنه بالجبان عندما رفض قيادة الإيفا. وفي وقت لاحق، أثناء تعافي شينجي في المستشفى، حيث ذهب لزيارة ريه واكتفى بالتقاء العيون مع شينجي، إلا أنه لم يعترف به أكثر من ذلك.
بعد المعركة ضد باردييل، حيث مات قائد الوحدة-03 توجي، أمر غيندو كاجي لإحضار شينجي بعد استيقاظه. عدد غيندو على شينجي جرائمه تجاه نيرف، ثم سأله شينجي إن لم يملك أي شيء يقوله له، لكن غيندو لم يجب، مما دفع شينجي وهو غاضب لمحاولة لكمه. مع كونه مقيداً من قبل كاجي، بدأ شينجي بالصراخ في وجه والده، قائلاً بأنه لا يريد أن يراه مرة أخرى. أثناء هجوم زيرويل على طوكيو-3، بعد فشل كل من ريه ونظام الدمية في تنشيط الوحدة-01، الأمر الذي جعل غيندو يسأل الوحدة-01 (واستطراداً، يوي) لِمَ ترفضه، حيث ظهرت صورة شينجي على كل الشاشات، مما أثار استغراب غيندو، ومن ثم ظهر شينجي أمامه في قفص الإيفا.
وكما في الأنمي، بدأت سيلي بالشك في دوافع غيندو وإخلاصه بعدما ابتعلت الوحدة-01 محرك S² الخاص بزيرويل. الأمر الذي دفع سيلي لإرسال كاورو ناغيسا من أجل مراقبته. في الوقت الذي تحلل فيه داخل الوحدة-01، تخيل شينجي نفسه يقتل والده. بعد ذلك، عاد غيندو مرة أخرى لمتابعة نظيره في الأنمي، من خلال تحديه لسيلي، أثناء متابعته لتوسيع خطته من أجل السيطرة على مشروع واسطة البشرية. قام بعد ذلك بابتلاع آدم بدلاً من زرعه في يده. بالإضافة إلى ذلك، ظهر آدم في وقت لاحق في يده اليسرى، وليس اليمنى.
أثناء الهجوم الغازي على نيرف، قام بإنقاذ شينجي من أن يقتل على يد جنود الـJSSDF بإبراز حقل A.T. من يده اليسرى، التي رسخ فيها آدم. كشف غيندو بعدها مدى جنونه برغبته في بدء الاصطدام الثالث ليكون إلهاً وطلب من شينجي قيادة الوحدة-01 مرة أخرى لمساعدته في خطته، حيث أن شينجي استطاع فهم والده بعد ما عاناه من قبل. قام غيندو بتغطية هروب شينجي وميساتو نحو قفص إقلاع الوحدة-01، متأكداً أن شينجي سيفعل ما طُلب منه.
كما في الأنمي، حاولت ريتسكو إيقاف غيندو لكنها فشلت بسبب رفض نظام ماجي لأوامرها. أطلق غيندو رصاصة على ريتسكو مصيباً إياها إصابة مميتة وحاول الاندماج مع ريه التي، مع ذلك تذكرت شينجي، رفضت غيندو بقطع يده بدلاً من ذراعه ومن ثم ابتلعت آدم واندمجت مع ليليث بنفسها. لكن، بدلاً من قطع شبح الوحدة-01 جسده إلى نصفين، استطاعت ريتسكو -التي نجت من طلقة غيندو- إصابته بمسدس في حنجرته. سقط غيندو بعد ذلك على الأرض بفترة قصيرة.

#### مشروع تدريب شينجي إيكاري
في نسخة المانغا من هذه اللعبة، ظهر غيندو في صورة فكاهية، معاكسة بشكل كبير لنظيره في الأنمي. سلوكه الغريب، المحرج لشينجي في الغالب، غالباً ما ينتهي بضربه من قبل يوي. أثناء انقطاع الطاقة عن نيرف، قام بإضاءة شمعته في طريقة مخيفة، الأمر الذي جعله يتلقى صفعة من يوي. أيضاً، «عداوة الأب-الابن» الملحوظة في المسلسل بين غيندو وشينجي حوكيت بطريقة فكاهية هنا، حيث قرر كل منهما المنافسة لمعرفة من يستطيع الضغط على الدواسة أسرع من الآخر. كانت المنافسة أصلاً طريقة لتوليد الكهرباء في مقر نيرف، الذي تعرض لقطع الطاقة.